# Francisco Ruiz Udiel
Francisco Ruiz Udiel (Estelí, 1977 - Managua, 1 de enero de 2011) fue un poeta, periodista, editor de libros y revistas, y promotor cultural de Nicaragua.

## Vida
Francisco Ruiz Udiel nació en la ciudad de Estelí en 1977, comenzó su vida literaria bajo la tutela de la escritora esteliana Claribel Alegría.  Con el poemario "Alguien me ve llorar en un sueño" ganó el Premio Internacional Ernesto Cardenal de Poesía Joven (2005). Sus poemas se publicaron en diferentes antologías. En representación de Nicaragua asistió a encuentros y festivales de poesía en el exterior. Tanto poetas y críticos literarios internacionales como nacionales fijaron su mirada en la poesía de este autor (Jorge Boccanera, Waldo Leyva, Sergio Ramírez y Ernesto Cardenal), otros como Julio Ortega que lo consideró el "heredero de la poética latinoamericana" y el francés Norbert-Bertrand Barbe dijo de él que "de todos los nuevos poetas de Nicaragua, Udiel es sin duda uno de los que tiene mayor voz propia".
Se desempeñó como editor de la revista Carátula, jefe de redacción de la revista El Hilo Azul y colaboró en el diario El Nuevo Diario (Sección Variedades), colaborador del diario digital de izquierda Confidencial Digital; además colaboró como relacionista público del Centro Nicaragüense de Escritores. Fue miembro del Red Nicaragüense de Escritores y Escritoras, Red Internacional de Editores y Proyectos Alternativos y Pen Internacional por el capítulo de Nicaragua.

### Legado literario
El legado literario de Francisco, no está conformado por poemarios densos como otros escritores de su tiempo ya que solo pudo publicar tres poemarios; en cambio, está distribuido en la publicación de sus poemas en memorables antologías de los mejores poetas latinoamericanos. Otra manera de dirigir su causa literaria entre los nicaragüenses fue con la creación de la revista Literatosis (frase acuñada por el escritor uruguayo Juan Carlos Onetti, en referencia a los jóvenes que descubren su pasión por las letras y comienzan un arduo proceso de lectura). Su deseo porque la literatura llegara a todos lo llevó a la creación de la editorial Leteo ediciones, con el apoyo de su incondicional amigo Ulises Juárez Polanco. Este proyecto de Udiel tenía como objetivo la publicación y distribución gratuita de literatura. Uno de los escritores jóvenes que tomó en cuenta la herencia de Udiel fue el escritor Hanzel Lacayo quien en el 2011 publicó su poemario "Hasta el fin" y lo distribuyó gratuitamente en sus presentaciones.
El legado de Francisco lo expresaron sus amigos más allegados y conocidos durante sus funerales en entrevistas realizadas por los diarios nacionales. Ulises Huete expresaba que Francisco, 

es una persona importante porque dejó marcas concretas en la cultura nicaragüense por sus méritos como poeta, por su trabajo en Leteo Ediciones, desde donde contribuyó a proyectar a escritores jóvenes, y por la calidad de su trabajo como divulgador cultural.
Entrevista a El Nuevo Diario

En su deseo de dar a conocer la literatura propia nicaragüense fundó el Encuentro Nacional del Día Mundial de la Poesía en Nicaragua, así mismo fue uno de los miembros fundadores del 
Festival Internacional de Poesía de Granada. Algunos de sus poemas han sido traducidos a idiomas como: sueco, francés, portugués e inglés.
Los temas de sus poemas están enfocados en los paradigmas y misterios de la muerte y la soledad, su obra más representativa con estos temas es el libro "Alguien me vio llorar en un sueño".

### Premio
- Premio Internacional Ernesto Cardenal de Poesía Joven (2005).

### Festivales y encuentros a los que asistió
- V Festival “La poesía tiene la palabra”, Casa de América (Madrid, España, 2005);
- IV Festival Internacional de Poesía de El Salvador (San Salvador, 2005);
- XXII Festival Internacional de Poesía de La Habana (Cuba, 2007);
- Fiesta Literaria de Porto de Galinhas, Estado de Pernambuco (Brasil, 2007);
- XVIII Festival Internacional de Poesía de Medellín (Colombia, 2008)
- IV Encuentro Iberoamericano de Poesía Carlos Pellicer (Villahermosa, México, 2008)
- Festival Internacional de Poesía de Costa Rica (San José, Costa Rica, 2009)
- Encuentro Iberoamericano de poetas en el Centro Histórico 2009: El vértigo de los Aires (México, 2009)
- VII Festival Internacional de Poesía de Granada (España, 2010).
- I-V Festival Internacional de Poesía de Granada

## Muerte
Francisco Ruiz Udiel se suicidó trágicamente la madrugada del 31 de diciembre del 2010, fue sepultado en el cementerio Sierras de Paz de Managua después de tres días de homenajes.

## Publicaciones
Poemarios propios
- Alguien me ve llorar en un sueño. (Managua 2005).
- Memorias del Agua (Managua, 2011). Obra póstuma.

Obras coeditadas
- Retrato de poeta con joven errante (Managua, 2005). Antología de poetas de su generación.
- Memoria poética: Poetas, pequeños Dioses (Managua, 2006).
- Sergio Ramírez: Perdón y olvido, Antología de cuentos (1960-2009), (Managua, 2009).
- Claribel Alegría: Ars Poética (Managua, 2007).
- Missael Duarte Somoza: Líricos instantes (Managua, 2007).
- Víctor Ruiz: La vigilia perpetua (Managua, 2008).

Antología donde se publicaron sus poemas
- La poesía del siglo XX en Nicaragua (2010)
- Antología de poesía nicaragüense: Los hijos del minotauro (1950-2008). (2009).
- Antología del IV Encuentro Iberoamericano de Poesía Carlos Pellicer (2008).
- Antología del IV Encuentro Iberoamericano de Poesía Carlos Pellicer (México, 2008).

Revistas que publicaron sus poemas individuales
- Karavan (Suecia, 2006)
- Revista Oliverio (Argentina, 2005)
- Revista Maga (Panamá, 2005)
- Revista “Lichtunten” (Alemania, 2009)
- Revista Nómada dirigida por Jorge Boccanera (Argentina, 2008)
- Revista Prometeo (Medellín, Colombia, 2008)
- Memoria poética del Encuentro “El vértigo de los aires”: Poesía Iberoamericana (México, 2009)
- Memorias del I, II, III, IV y V Festival Internacional de Poesía de Granada (Nicaragua).
- Trilces Trópicos, antología centroamericana (Barcelona, 2010).